# Grå kejsarduva
Grå kejsarduva (Ducula pickeringii) är en fågel i familjen duvor inom ordningen duvfåglar. Den förekommer i Suluöarna i Filippinerna och Talaudöarna i Indonesien. Arten har ett begränsat bestånd och minskar i antal, varför den är upptagen på IUCN:s rödlista för hotade arter, kategoriserad som sårbar.

## Utseende och läte
Grå kejsarduva är med kroppslängden 40 cm en relativt stor medlem av släktet. Den är skärgrå på huvud, hals och undersida, mest skär på bröst och strupe och gråast längst bak i nacken. På huvudet syns också en ljus ring runt det mörka ögat och ett ljust band vid näbbroten. På ovansidan är den gråbrun på rygg, övergump, och vingar med en viss grönglans. Stjärten är svartgrön. Benen är rödaktiga. Liknande grön kejsarduva är större och grönare med roströda undre stjärttäckare. Lätet är ett regelbundet "woo, woo, woo...", vanligen med sju toner men ibland kortare.

## Utbredning och systematik
Grå kejsarduva behandlas antingen som monotypisk eller delas in i tre underarter med följande utbredning:
- Ducula pickeringii pickeringii – förekommer i Suluöarna och på småöar utanför norra och nordöstra Borneo
- Ducula pickeringii langhornei – förekommer i Suluöarna (Bolod och Loran)
- Ducula pickeringii palmasensis – förekommer i Miangas- och Talaudöarna (Sulawesi)

## Status och hot
Grå kejsarduva har en liten världspopulation bestående av uppskattningsvis endast 1 500–7 000 vuxna individer. Den tros också minska i antal till följd av habitatförlust och jakttryck. Den är därför upptagen på internationella naturvårdsunionen IUCN:s röda lista över hotade arter, kategoriserad som sårbar (VU).

## Namn
Fågelns vetenskapliga artnamn hedrar amerikanske zoologen Charles Pickering (1805–1878).